# 斛律彻
斛律彻（563年—595年12月26日），原名锺，字智通，朔州太安郡狄那县（今山西省晋中市寿阳县）人，北周、隋朝官员。

## 生平
武平三年（572年），斛律光、斛律武都被杀，斛律彻因年仅数岁免于一死。北周建德六年九月（577年），斛律彻加使持节、仪同大将军，承袭了祖父斛律光的爵位崇国公，封邑五千户。隋朝建立后，斛律彻官位不变，开皇十年（590年），再次拜使持节、仪同大将军，加右车骑将军。开皇十一年（592年），再度封为崇国公。开皇十五年十一月廿日（595年12月26日），斛律彻在大兴城去世，虚岁三十三，开皇十七年岁次丁巳八月巳朔十七日辛酉（597年10月3日）安葬于并城北面十里。
1980年，斛律彻的墓志在山西省太原市西南沙沟村出土，墓志中称斛律彻为斛律武都之子，而《北齐书》和《北史》记载斛律锺是斛律光的小儿子，北京大学历史系教授罗新和叶炜认为，这与《北齐书》所记载的“光有四子”相矛盾，斛律锺“周朝袭封崇国公。隋开皇中，卒于车骑将军。”的经历与斛律彻墓志中的生平极其相似，“袭封崇国公”者不可能同时有两人，且斛律彻字智通，锺的反切恰为智通，所以两者可能为一人。隋朝因杨忠而避讳“忠”音字，斛律锺因此改名斛律彻也是有可能的，所以《北齐书·斛律光传》记“光小子锺”误。这样，斛律锺并非斛律光之子，“光有四子”也就没有问题了。

## 家庭

### 曾祖
- 斛律金，北齐相国、假黄钺、咸阳忠武王[3]

### 祖父
- 斛律明月，北齐左丞相、咸阳嗣王，北周追赠使持节、上柱国、恒朔赵安燕云六州刺史、崇国公，食邑五千户[3]

### 父亲
- 斛律武都，北齐咸阳国世子、驸马都尉、特进、开府仪同三司、西兖梁东兖三州刺史、太子太保，北周追赠使持节、上开府、怀平朔三州刺史[3]